# Litomyšl (zámek)
Státní zámek v Litomyšli je významná architektonická památka nacházející se v Pardubickém kraji na česko-moravském pomezí.
Renesanční zámek si v 16. století nechali postavit jako své rodové sídlo Pernštejnové. Stavba je vzácnou ukázkou úpravy italského renesančního paláce pro podmínky zaalpských zemí. Podle italského vzoru obíhají vnitřní nádvoří ze tří stran arkády a fasády se štíty pokrývá sgrafitová výzdoba s psaníčky nebo figurálními motivy. Interiéry jsou vesměs výsledkem pozdějších barokních a klasicistních úprav. Stěny pokojů zdobí iluzivní výmalba ve stylu Ludvíka XVI., stropy štukový dekor, nábytek a vybavení potom představují životní styl 18. a 19. století. V přízemí šlechtické rezidence se dochovalo unikátní klasicistní rodinné divadlo s funkční mašinérií a souborem kulis.
Zámecký areál je na základě restitučních procesů rozdělen na část státní (zámek, kočárovna, úřednický dům čp. 94, salet, francouzská zahrada a anglický park) a městskou (pivovar, jízdárna, konírna, úřednický dům čp. 134 a I. nádvoří). Zámek spravovaný Národním památkovým ústavem je přístupný veřejnosti, kde nabízí dvě prohlídkové trasy (divadlo a reprezentační místnosti, kaple a hostinské pokoje), možnost pořádání svateb a pronajmutí multifunkčních sálů. V areálu lze navštívit Městskou galerii, zámecké sklepení se sochami Olbrama Zoubka a Srdcem pro Václava Havla nebo Rodný byt Bedřicha Smetany. Kromě jiných akcí se zde od roku 1949 pravidelně pořádá hudební festival Smetanova Litomyšl.
Od roku 1962 je zámecký areál chráněn jako Národní kulturní památka, v roce 1999 byl proveden zápis na seznam Světového dědictví UNESCO.

## Historie
Počátky zámeckého areálu sahají až do středověku, kdy zde nejprve stála premonstrátská kanonie s románskou bazilikou, proměněná v polovině 14. století v sídlo nově zřízeného litomyšlského biskupství, z jehož objektů se po husitských válkách stalo sídlo světských majitelů panství. Zámek nabyl současné podoby v průběhu 2. poloviny 16. století. Na místě původního hradu nechal nejvyšší kancléř Království českého, Vratislav II. z Pernštejna (1530–1582), postavit své reprezentativní sídlo. Kompletní rozsáhlou přestavbu navrhl Giovanni Battista Aostalli (1510–1575), uskutečnila se v letech 1568–1581. Pro východní křídlo, severní chodbu a spojovací křídlo byla adaptována starší stavba Kostků z Postupic. Západní křídlo je renesanční novostavbou s částečným využitím starších sklepů. Bohatou sgrafitovou výzdobu, jak psaníčkovou (asi 8000 psaníček na plášti zámku) tak figurální (náměty starozákonní, antické, bitevní scény na severní stěně II. nádvoří) provedla skupina italských zedníků a kameníků, z nichž je nápisem na sgrafitu zmíněn Šimon Vlach. Pernštejnové vybudovali na zámku i kapli, zasvěcenou svaté Monice. Po Pernštejnech získali zámek Trauttmansdorfové, kteří zde sídlili do roku 1753. Po nich se na zámku usadil rod Valdštejnů-Vartenberků. Ti nechali upravit interiéry v klasicistním stylu svým dvorním malířem Dominikem Dvořákem. Sgrafitová výzdoba zámku byla zamalována, obnovena byla až ve 20. století. Zámek se v roce 1855 dostal do aukce, ve které ho koupili Thurn-Taxisové. Ti na zámku již nesídlili. Přesto zůstal zámek v jejich držení až do konce druhé světové války, kdy byl na základě dekretů prezidenta republiky rodu zabaven. Stal se svozovým depozitářem pro mobiliáře zámků, které neměly být otevřeny veřejnosti, později zde vzniklo muzeum české hudby. V roce 1962 byl prohlášen národní kulturní památkou, roku 1999 byl zařazen do seznamu UNESCO.

## Zámecké divadlo

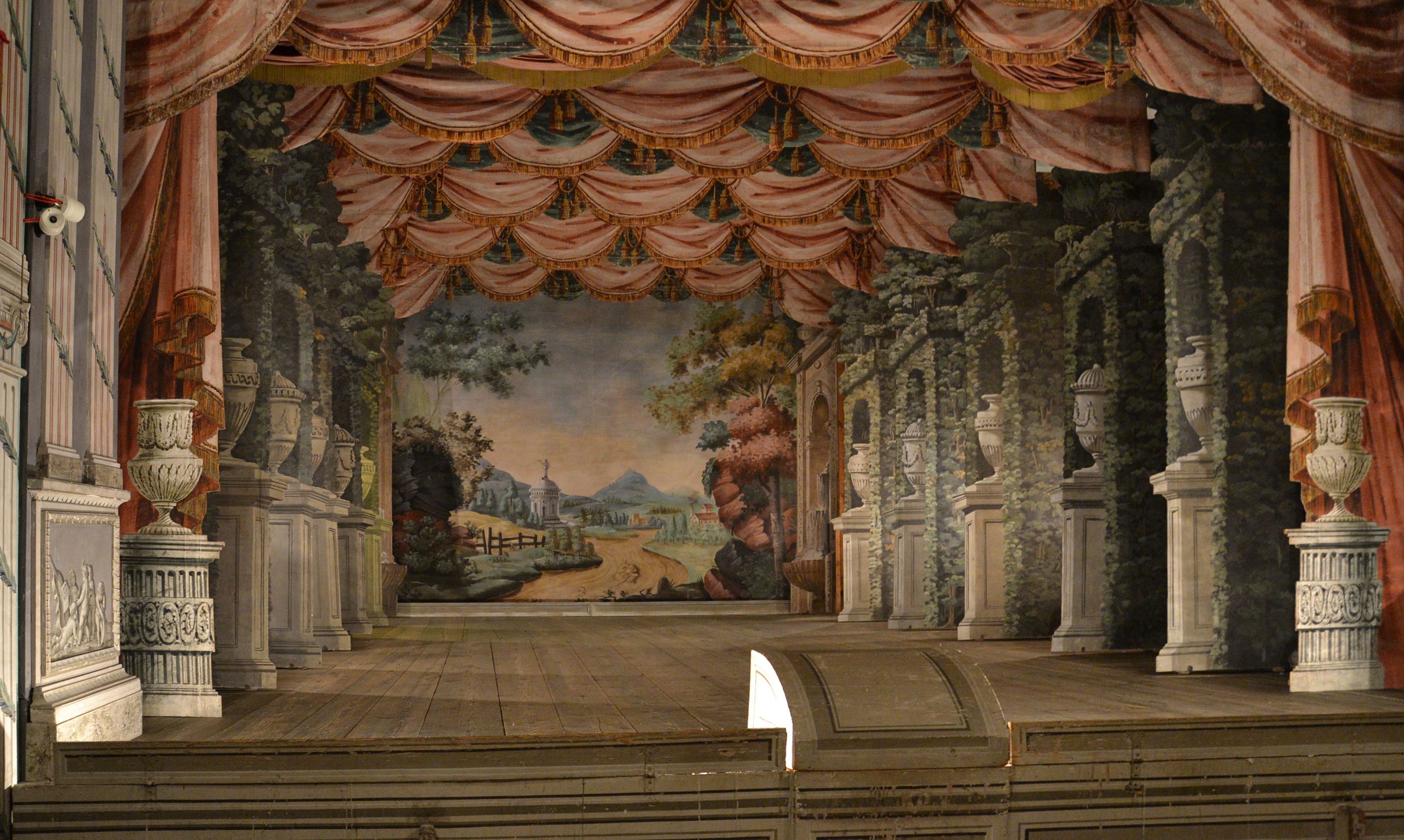
Jeviště zámeckého divadélka

Zámecké divadlo nechal postavit v letech 1796–1797 Jiří Josef z Valdštejna-Vartenberka. Hlediště vymaloval opět Dominik Dvořák, bohatý soubor kulis dodal vídeňský dvorní divadelní malíř Josef Platzer (1751–1806). Členové hraběcí rodiny a její přátelé hráli v divadle pro sebe i pro publikum z města především tehdy populární konverzační komedie; bohatý divadelní život trval až do začátku čtyřicátých let 19. století. Divadlo, zachované včetně jednoduché jevištní mašinérie k výměně dekorací, je jedním z mála takto dochovaných historických divadel v Evropě.

## Zámecká zahrada
Vratislav z Pernštejna nechal západně od zámku zřídit pravidelnou zahradu s nedochovanou mramorovou kašnou. Na sever a východ od zámku se nacházelo opevnění, později proměněné v sady a užitkovou zahradu. V závěru 18. století byla tato zahrada upravena do podoby anglického parku, který dnes tvoří důležitou součást celého areálu.

## Památka UNESCO

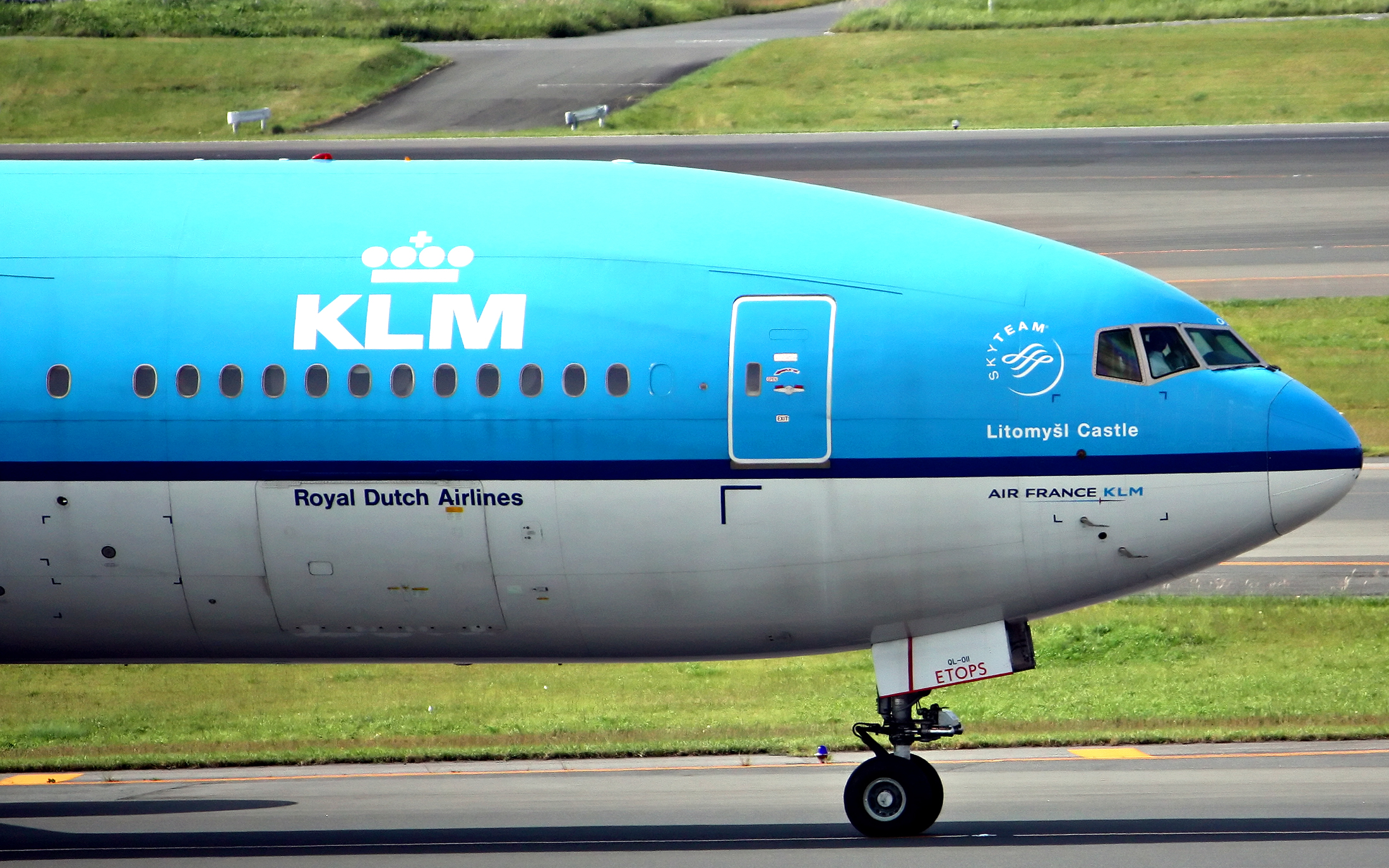
Letoun Boeing 777-200ER společnosti KLM Royal Dutch Airlines imatrikulace PH-BQL pojmenovaný jako „Litomyšl Castle"

Od roku 1999 je zámek zapsán na Seznamu světového dědictví UNESCO.
Nizozemská letecká společnost KLM Royal Dutch Airlines svá letadla pojmenovává dle památek UNESCO a jeden její dálkový Boeing 777-200ER imatrikulace PH-BQL nese název „Litomyšl Castle" – zámek v Litomyšli.

## Data a zajímavosti z historie

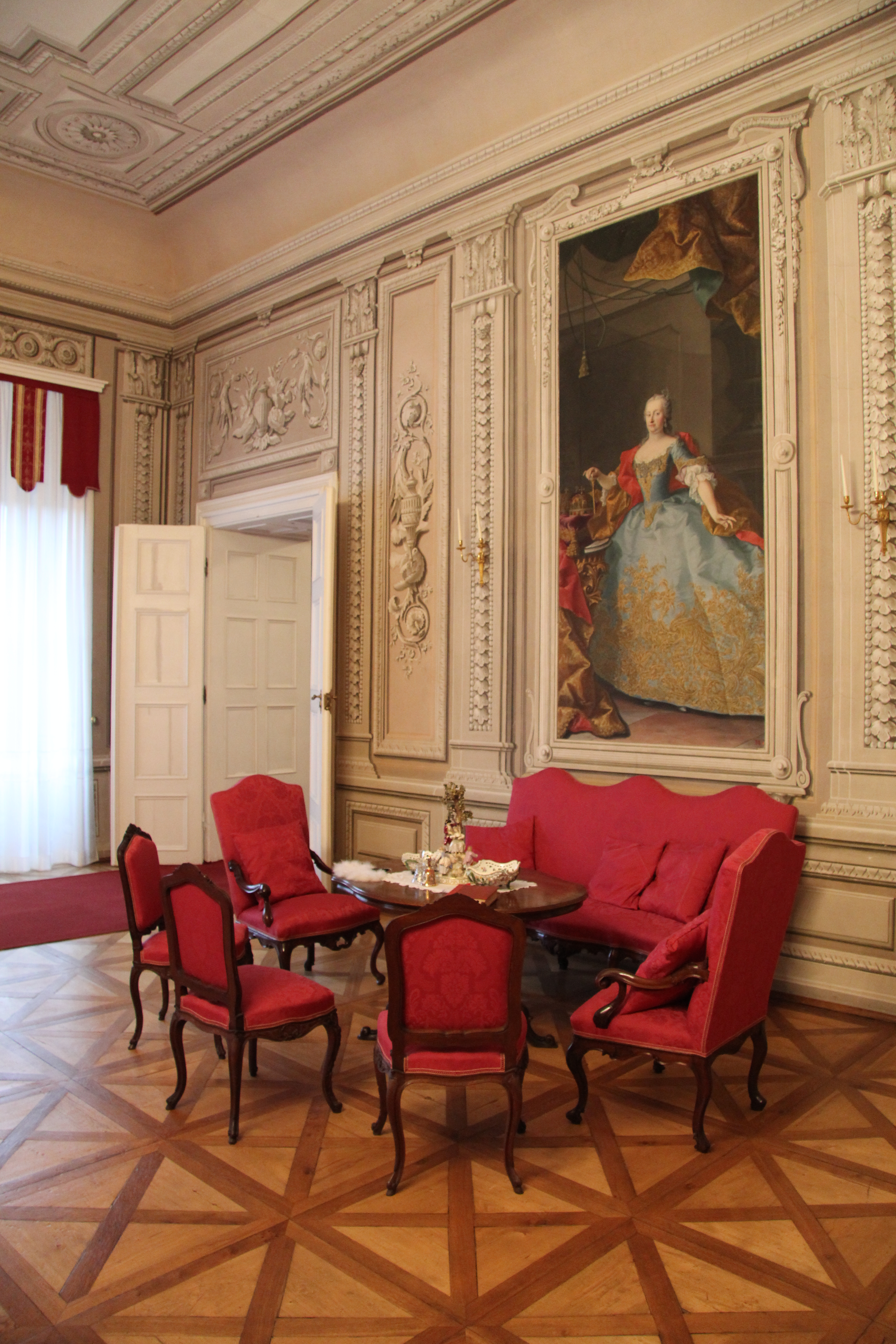
Audienční sál

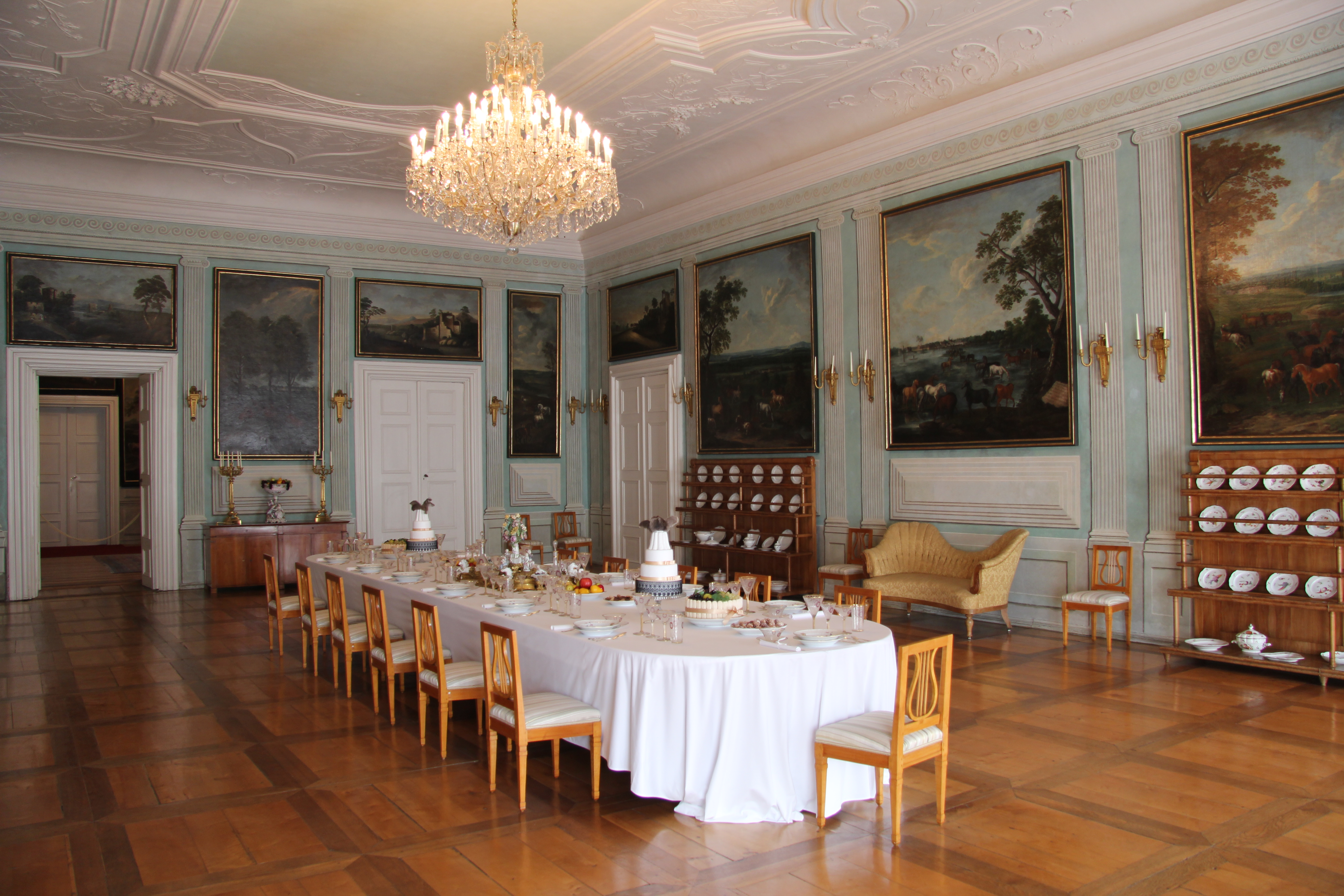
Velká jídelna

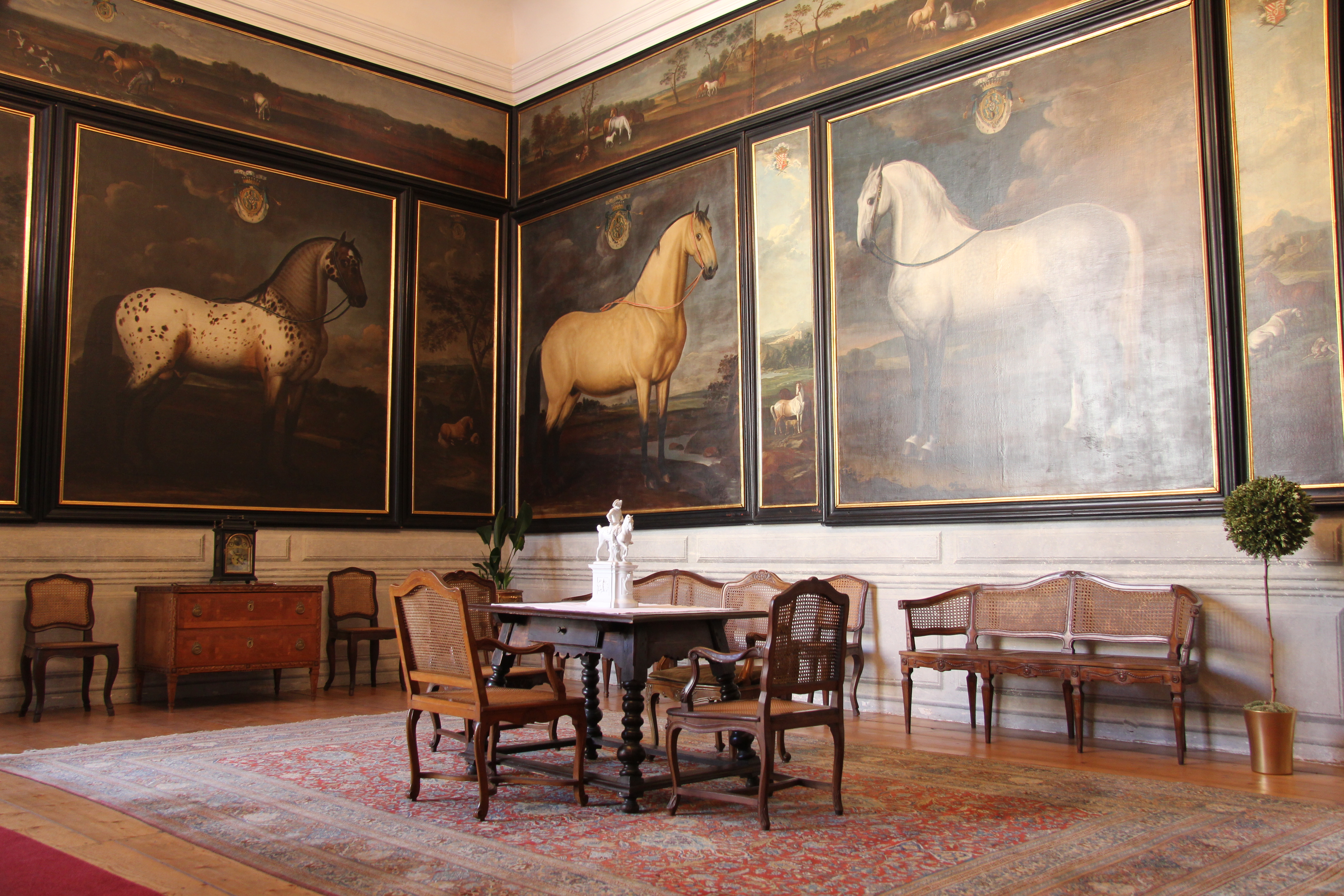
Jezdecká předsíň

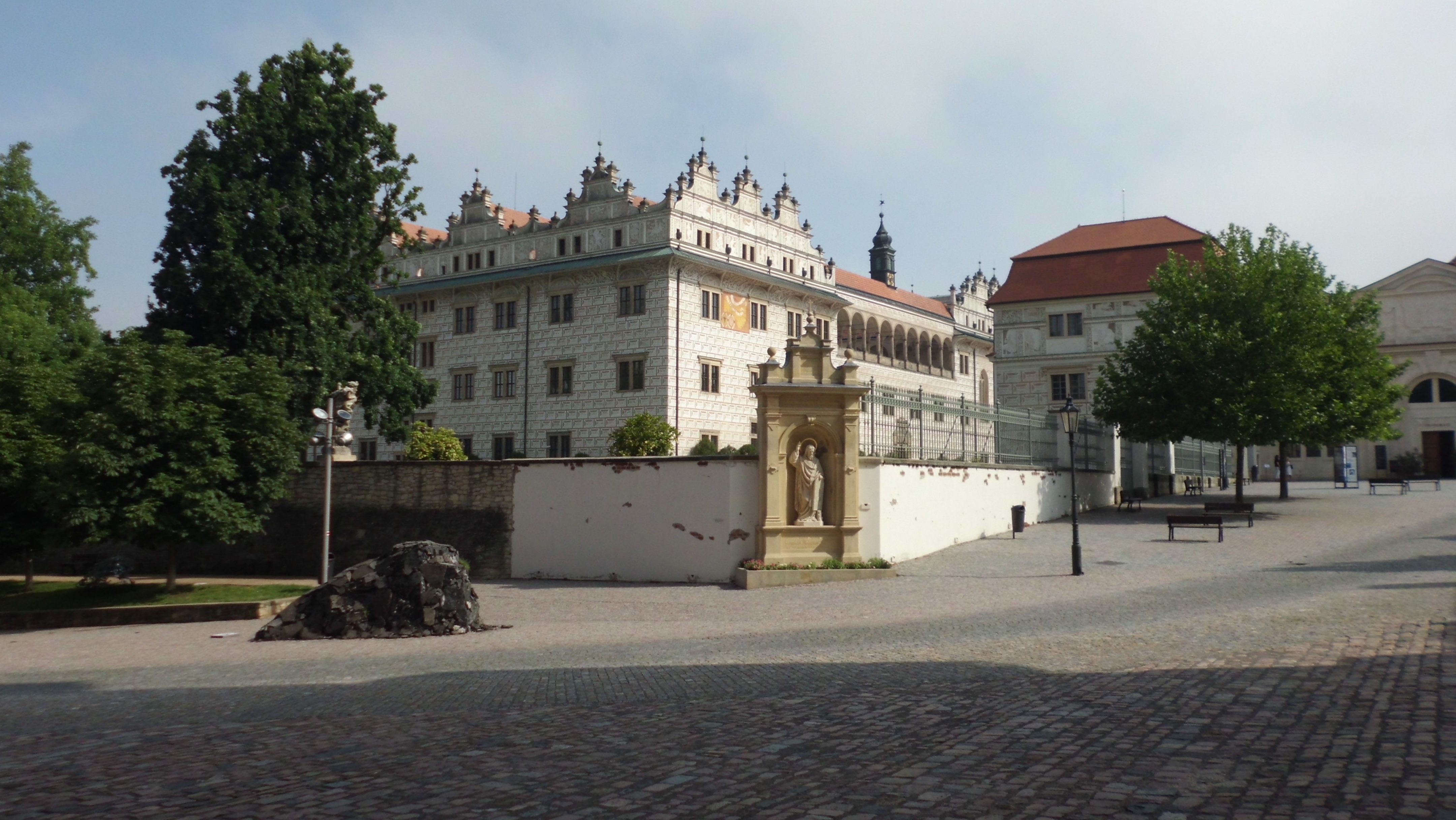
Panorama zámku

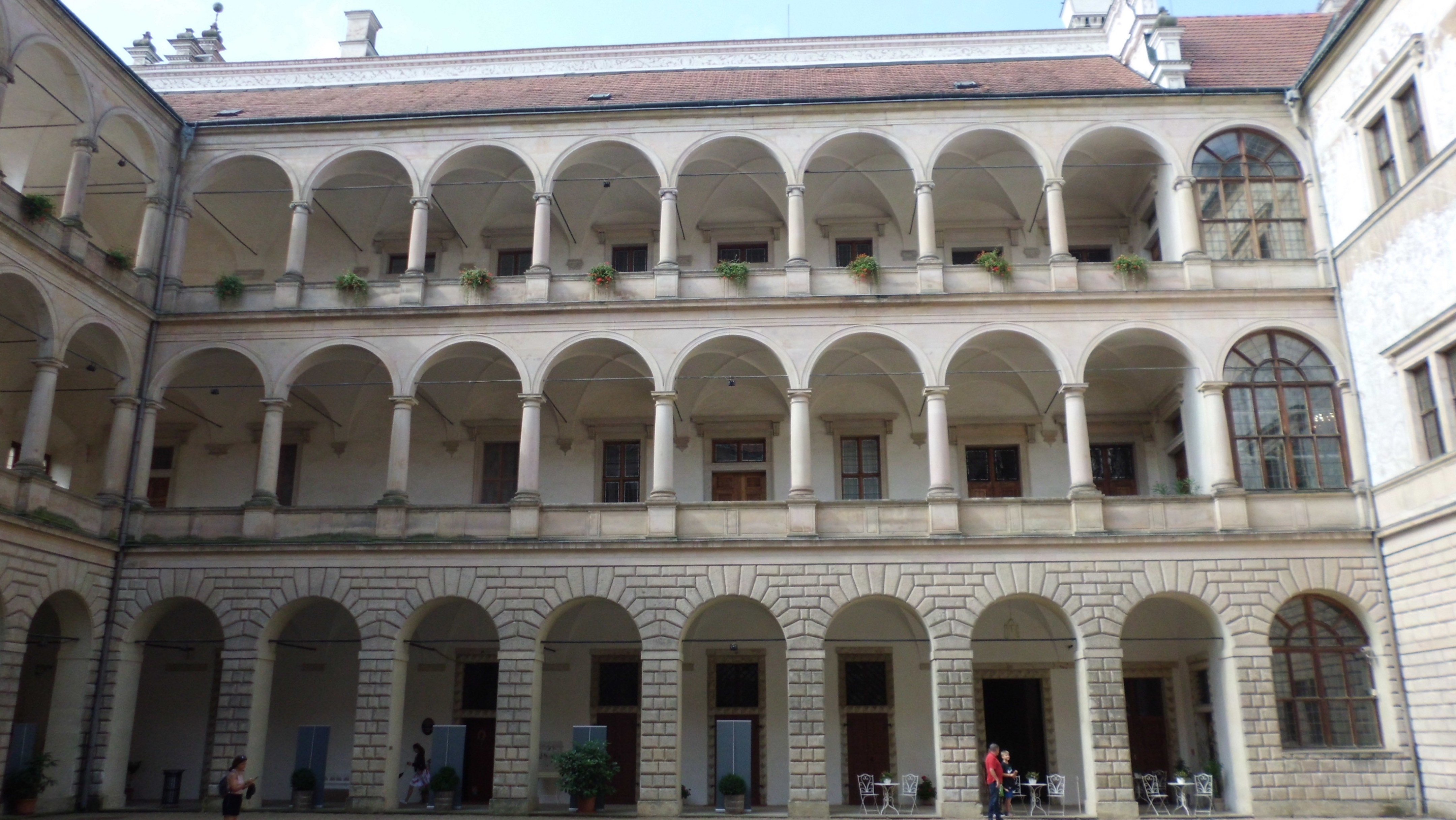
Arkády na nádvoří

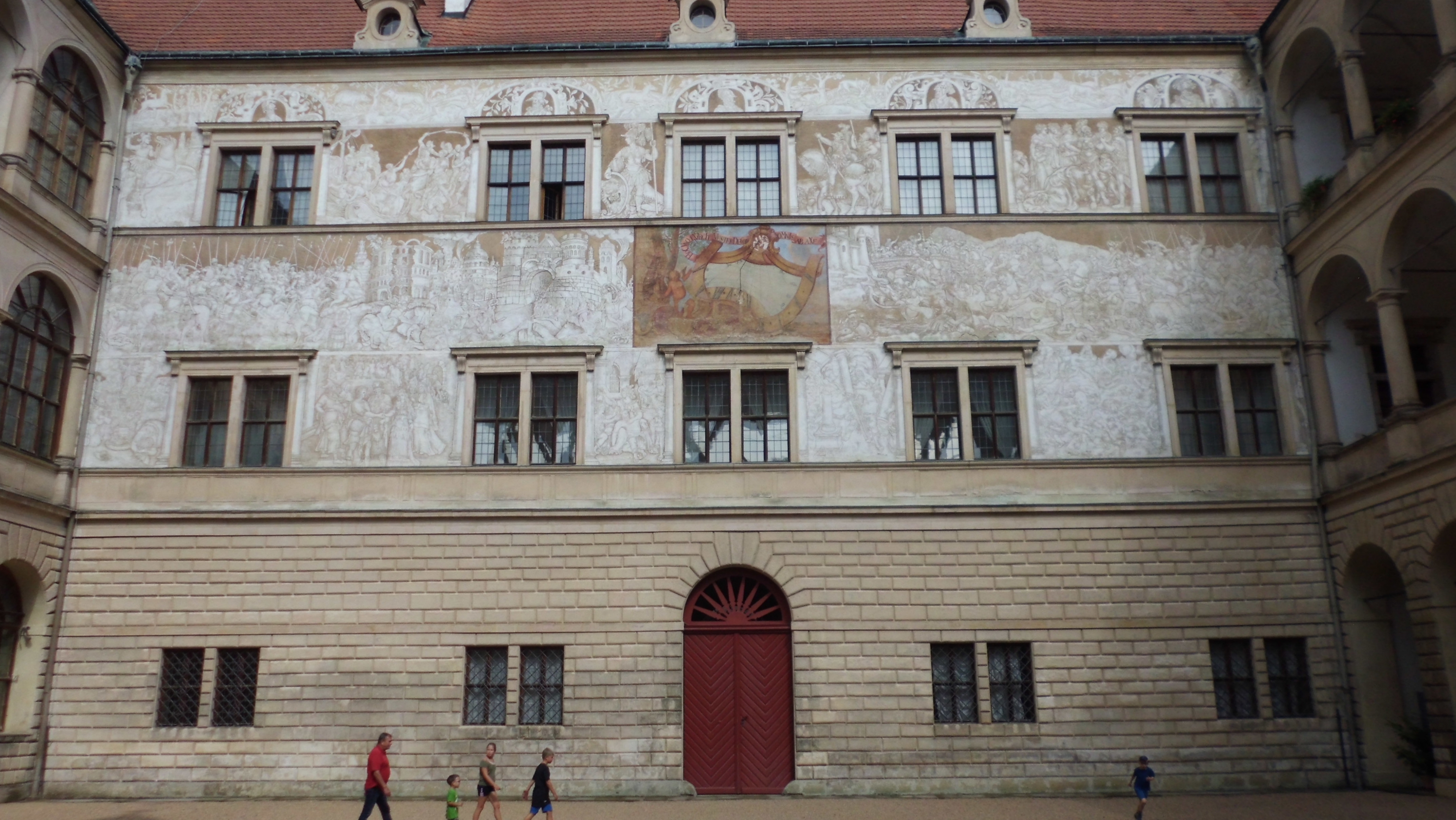
Zámecké nádvoří

Vilém Kostka z Postupic, kdysi husitský hejtman a později přívrženec císaře Zikmunda, dostal roku 1432 od panovníka Litomyšl včetně bývalého biskupského jmění (roku 1436 do dědičné zástavní držby). Páni z rodu Postupic tu vládli více než sto let. Jejích sídlem se stal biskupský palác. Kostkové se snažili skupovat okolní vsi, aby vytvořily celistvé panství, které v jejich držení vzkvétalo. Po stavovském odboji proti Ferdinandu I. (1547) a následných konfiskacích museli panství opustit. To pak přešlo do zástavní držby Pernštejnů.
Když se český šlechtic a diplomat Vratislav II. z Pernštejna po Litomyšli po roce 1567, kdy Pernštejnové v důsledku finančního krachu přišli o téměř všechen majetek, rozhlédl, zjistil, že nemá kde bydlet. Starý palác, postižený dvěma požáry, k obývání nebyl a tak se rozhodl pro novou stavbu. Části starého paláce použil ve východním a spojovacím křídle. Novostavba západního křídla proběhla v letech 1568–1577, pokračovala přestavbou starého paláce (do roku 1581) a teprve potom byla severní stěna velkého nádvoří vyzdobena sgrafity. Podle legendy nechal Vratislav II. z Pernštejna vystavět zámek jako reprezentativní sídlo pro sebe a svou milovanou manželku Marii Manrique de Lary y Mendozy, se kterou se oženil v roce 1555, a která si zámek velice oblíbila a žila v něm až do konce svého života.
Stavbu započal Giovanni Battista Aostalli a pokračoval v ní Ulrico Aostalli. Zúčastnili se významní umělci a řemeslníci té doby. Půdorys zámku, téměř pravidelný čtverec, je výjimečný. Zámek je dvoupatrový, zčásti podsklepený. Pánská a reprezentační část se nacházela v západním křídle, ženská část pak byla umístěna do východního křídla. Druhé nádvoří ze tří stran ve všech patrech obklopují arkády, obytné místnosti leží za arkádami v bočních křídlech, v jihovýchodním rohu prvního patra je bohatě zdobený portál vedoucí do zámecké kaple. Severní průčelí 2. nádvoří nemá arkády, ale plnou stěnu členěnou sdruženými okny a v patrech bohatě vyzdobenou sgrafity. Nahoře ji do r. 1635 zakončovala sgrafitem zdobená lunetová římsa. Za spojovacím křídlem se nachází malé třetí nádvoří.
V interiéru se nacházela čtyři schodiště. To hlavní, s velmi nízkými schody, sloužilo panstvu, druhé, mnohem užší, prochází východním křídlem v blízkosti kaple. Další dvě vřetenovitá schodiště byla obslužná. Uvnitř nárožní věže se dochovalo třetí. Čtvrté, zrušené, vedlo z tzv. strážnice při 3. nádvoří do obytného podkroví. Celý obvod zámku lemují štíty, které patří k nejdokonalejší ukázce vyspělé české renesance. Stavba je o to cennější, že se jí nijak významně nedotkly úpravy provedené Trauttmannsdorfy, kteří panství v roce 1646 získali. Kromě jiného nechali vyzdobit tzv. Bitevní sál obrazy velkých bitev Evžena Savojského, jejichž autorem byl vídeňský dvorní malíř Martin Muckenbrunner. Hlavní stavební změny proběhly až na konci 18. a na počátku 19. století, kdy zámek vlastnili Valdštejnové-Vartemberkové. Po dvou velkých požárech byla nově upravena nejvyšší patra. Za Valdštejnů-Vartemberků zámek v létě ožíval, panstvo chtělo žít během letních pobytů stejně kulturně jako v zimě ve Vídni. Na konci 18. století nechal Jiří Josef Valdštejn upravit většinu sálů do dnešní podoby: stěny většiny reprezentačních pokojů pokryl Dominik Dvořák bohatými klasicistními malbami; velkorysé úpravy zakončilo zřízení zámeckého divadla v přízemí. Ze stejné doby pochází i dispozice zámecké zahrady a zřízení anglického parku se zahradními stavbami, rybníčkem a vodopádem.
Nákladné úpravy a rozmařilý život vrchnosti vedly k zadlužení panství, které roku 1855 koupil bavorský kníže Maxmilián Karel Thurn-Taxis, ale ani on, ani jeho potomci na zámku nepobývali, přestože jim patřil až do roku 1945.
V roce 1949 byl zámek jako jeden z prvních zpřístupněn veřejnosti v rámci prvního ročníku operního festivalu Smetanova Litomyšl, pro který vznikl v anglickém parku dnes postupně odstraňovaný amfiteátr; velký podíl na tom měl litomyšlský rodák Zdeněk Nejedlý. "Klasickou" zámeckou instalaci v sálech zámku v závěru socialismu vystřídala 1. část expozice ideologicky zaměřeného Muzea české hudby, uzavřeného hned po roce 1989, jež bylo (stejně jako muzeum zmíněného Zdeňka Nejedlého) ukázkovým příkladem režimní propagandy.
V sedmdesátých a osmdesátých letech se restaurovala sgrafita na fasádách, od konce 18. století zakrytá novou omítkou a odkrývaná po částech od třicátých let. Při restaurování byla na dvou stranách zámku obnovena i lunetová římsa, zničená už při požáru v roce 1635. Sgrafita restaurovala skupina režimu nepříliš pohodlných umělců – Olbram Zoubek, Stanislav Podhrázský, Václav Boštík a Zdeněk Palcr.
Dnes jsou zámecké prostory z velké části přístupné, dva prohlídkové okruhy nabízejí návštěvníkům pohled na reprezentační místnosti Valdštejnů a Trauttmansdorffů a na hostinské pokoje. Expozice zámeckých interiérů doplňuje výstava historických klavírů ze sbírek Muzea české hudby NM v Praze, část sbírek Městské obrazárny (budované už od dvacátých let) a sklepní galerie se sochami Olbrama Zoubka. V objektu zámku se nachází rovněž konferenční sál.

## Šlechtičtí majitelé
Členové rodů, kteří drželi zámek a litomyšlské panství:

### Pernštejnové
Litomyšl měl v roce 1552 krátce v držení už Jaroslav z Pernštejna, ale teprve jeho bratr Vratislav II. z Pernštejna se rozhodl na zástavě udělené císařem Maxmiliánem II. vystavět nové reprezentační rodové sídlo. S Frebonií Eusebií vymírá rod Pernštejnů v roce 1646 po přeslici. Syn Polyxeny Václav Eusebius prodal celé panství roku 1649 Maxmiliánovi z Trauttmansdorffu.
- Vratislav II. z Pernštejna (1568–1581)
- Marie Manrique de Lara y Mendoza (1582–1608), manželka Vratislava II.
- Polyxena z Lobkovic, rozená z Pernštejna (1608–1627), dcera Vratislava II., správa za nezletilého Vratislava Eusebia
- Vratislav Eusebius z Pernštejna (1608–1631), syn Jana V. a vnuk Vratislava II.
- Frebonie Eusebie z Pernštejna (1631–1646), sestra Vratislava Eusebia
- Václav Eusebius Popel z Lobkovic (1646–1649), syn Polyxeny a Zdeňka Vojtěcha Popela z Lobkovic

### Trauttmansdorffové
Trauttmansdorffové zámek koupili v roce 1649. S Františkem Václavem vymírá roku 1753 litomyšlská linie rodu po meči. Sňatkem s jeho nejmladší dcerou Marií Františkou Josefou zámek v roce 1757 vyženil František Josef Jiří z Valdštejna-Vartenberka.
- Maxmilián z Trauttmansdorffu (1649–1650)
- Jan Bedřich z Trauttmansdorffu (1650–1696), syn Maxmiliána
- Marie Eleonora Klára z Trauttmansdorffu, rozená ze Šternberka (1696–1699), manželka Jana Bedřicha
- František Václav z Trauttmansdorffu (1699–1753), syn Jana Bedřicha
- Marie Františka Josefa z Valdštejna-Vartenberka, rozená z Trauttmansdorffu (1753–1757), dcera Františka Václava

### Valdštejnové-Vartenberkové
Valdštejnové (od roku 1758 Valdštejnové-Vartenberkové) zámek vyženili v roce 1757. Antonín II. je pro obrovské dluhy nucen panství prodat ve veřejné dražbě. Novým majitelem se proto roku 1855 stal Karel Maxmilián Thurn-Taxis a jeho rodina.
- František Josef Jiří z Valdštejna-Vartenberka (1757–1759)
- Emanuel Filibert z Valdštejna-Vartenberka (1759–1765), syn Františka Josefa Jiřího, správa za nezletilého Jiřího Kristiána
- Jiří Kristián z Valdštejna-Vartenberka (1759–1791), bratr Emanuela Filiberta
- Jiří Josef z Valdštejna-Vartenberka (1791–1825), syn Jiřího Kristiána
- Antonín I. z Valdštejna-Vartenberka (1825–1848), syn Jiřího Josefa
- Antonín II. z Valdštejna-Vartenberka (1848–1855), syn Antonína I.

### Thurn-Taxisové
Thurn-Taxisové zámek koupili v roce 1855, ale už na něm trvale nebydleli. Po druhé světové válce byl Albertu Marii Lamoralovi majetek zkonfiskován Dekrety presidenta republiky.
- Karel Maxmilián Thurn-Taxis (1855–1871)
- Maxmilián Antonín Lamoral Thurn-Taxis (1871–1885), syn Karla Maxmiliána
- Helena Karolína Tereza Thurn-Taxis, rozená z Wittelsbachu (1885–1888), manželka Maxmiliána Antonína, správa za nezletilého Alberta Mariu Lamorala
- Albert Maria Lamoral Thurn-Taxis (1885–1945), syn Maxmiliána Antonína Lamorala

## Akce na zámku
| Rok  | Počet návštěvníků |
| ---- | ----------------- |
| 2015 | 50 888            |
| 2016 | 50 249            |
| 2017 | 48 318            |
| 2018 | 52 675            |

### Festivaly
- červen a červenec – Smetanova Litomyšl, národní hudební festival na arkádovém zámeckém nádvoří
- srpen – Litomyšlské dny barokní tradice, např. v roce 2017 se na nádvoří odehrála rekonstrukce původní barokní hry

### Výstavy
Začátek a konec návštěvnické sezóny tradičně doprovázejí květinové výstavy v zámeckých interiérech i exteriérech.
- březen 2014 – Kamélie, zimní královna květin
- duben 2015 – Květina, symbol i inspirace
- březen 2016 – Květina, ozdoba plesů a slavností
- duben 2017 – V objetí jarní renesance
- září 2017 – Květiny na zámku v Litomyšli, období sklizně a lovů
- březen 2018 – Renesance v Litomyšli
- červen až srpen 2018 – Krása (v) kostýmu
- září 2018 – Svatební a společenské šaty na zámku v Litomyšli

Na zámeckém návrší se v nepravidelných termínech koná svatební veletrh.

### Speciální prohlídky
- duben až červen – Prohlídky s paní Kajetánou, dopolední prohlídky pro děti s průvodci v kostýmech, nutná rezervace
- červenec a srpen – Letní pozastavení, půlhodinové prohlídky vhodné pro rodiny s dětmi
- srpen – Hradozámecká noc, nutná rezervace
- říjen – sváteční kastelánské prohlídky včetně běžně nepřístupných prostor, nutná rezervace

## Natáčené filmy
- 1937 Filosofská historie. Na motivy stejnojmenné novely Aloise Jiráska natočil snímek režisér Otakar Vávra. Natáčelo se na nádvoří a arkádách zámku, kde se měšťané shromažďují během revoluce 1848. Současně s filmem vznikl i dokument o městě.
- 1952 Mladá léta. Životopisný snímek o Aloisi Jiráskovi natočil podle scénáře Vladimíra Neffa režisér Václav Krška. V roli začínajícího učitele piaristického gymnázia se objevil Eduard Cupák. Natáčelo se v zahradách a na arkádách zámku, kde Jiráskovi jeho průvodce vypráví historky o životě majitelů a jejich poddaných.
- 1969 Don Šajn. Krátkometrážní loutkový film výtvarníka Jana Švankmajera kombinuje záběry na jeviště zámeckého divadla s mašinérií divadla v Českém Krumlově a s umístěním originálních litomyšlských kulis do plenéru (např. do zámeckého parku v Lysé nad Labem).
- 1985 Zapomeňte na Mozarta. Podle scénáře Zdeňka Mahlera vznikl snímek Miloslava Luthera. Hudební skladatel v něm koncertuje v zámeckém divadle.
- 1999 Červený bedrník. Dobrodružný seriál BBC s českým i zahraničním hereckým obsazením. Natáčelo se v zámeckém divadle, audienčním sále a přilehlých pokojích, ve kterých probíhá dražba majetku Ludvíka XVI. zkonfiskovaného během Velké francouzské revoluce.
- 2010 Sirael. Film v produkci České televize adaptoval scénář Jana Kunovského, za kameru se postavil režisér Martin Kubala. Herci v dobových kostýmech účinkují v zámeckém divadle.

#### Zámek
- CINKOVÁ, Veronika. Malířství na zámku v Litomyšli v 18. a počátkem 19. století. In: Pomezí Čech, Moravy a Slezska. Regionální muzeum v Litomyšli ve spolupráci se Státním oblastním archivem Zámrsk – Státní okresní archiv Svitavy se sídlem v Litomyšli, Litomyšl 2005, sv. 6, s. 53–86. ISBN 80-239-6074-1
- HANŠOVÁ, Helena – PULKRÁBEK, Ladislav. Litomyšl: Národní kulturní památka. Krajské středisko státní památkové péče a ochrany přírody v Pardubicích, Pardubice 1974.
- HERZÁN, Lubor. Litomyšl. In: UNESCO je blízko. 1. vyd. České dědictví UNESCO, Litomyšl 2012, s. 78–85. ISBN 978-80-260-3711-8 Dostupné online
- HORYNA, Mojmír. Zámek Litomyšl: Uměleckohistorický posudek problematiky rekonstrukce krovů a střech. SÚRPMO Praha, Praha 1979.
- KALOVÁ, Zdeňka a kol. Zámek Litomyšl. 1. vyd. Národní památkový ústav, Litomyšl 2014. ISBN 978-80-905555-8-7
- KRČÁLOVÁ, Jarmila. Renesanční architektura v Čechách a na Moravě. In: DVORSKÝ, Jiří – FUČÍKOVÁ, Eliška a kol. Dějiny českého výtvarného umění. Academia, Praha 1989, díl 2, sv. 1, s. 6–62. ISBN 80-200-0069-0
- KŘIVKA, Josef. Litomyšlský velkostatek za Pernštejnů. In: Sborník příspěvků k dějinám českého velkostatku v 16.–17. století. Nakladatelství Československé akademie věd, Praha 1959.
- KŘIVKA, Josef. O stavbě litomyšlského zámku. In: Sborník příspěvků k dějinám Litomyšle a okolí. Krajský dům osvěty, Pardubice 1959, s. 107–122.
- KŘÍŽOVÁ, Květa – SLAVÍK, Jiří. Litomyšl: Zámek a město. Ing. Ivan Ulrych – Nakladatelství VEGA-L, Nymburk 2003.
- LAŠEK, František. Po stopách litomyšlských Valdštejnů a jejich doby: Kulturně historická črta. Vlastním nákladem, Litomyšl 1936.
- LEJSKOVÁ-MATYÁŠOVÁ, Milada. Samsonovský cyklus ve sgrafitu litomyšlského zámku. Umění, roč. 11, 1963, č. 2, s. 124-127, obr.
- LÍBAL, Dobroslav – VOŠAHLÍK, Aleš – JERIE, Pavel. Zámek Litomyšl: Kulturní statek České republiky navrhovaný k zařazení do Seznamu světového kulturního dědictví. Česká republika, Praha 1998. Dostupné online (anglicky)
- NEJEDLÝ, Zdeněk. Dějiny města Litomyšle a okolí, díl 1: Dějiny kláštera a biskupství Litomyšlského (do r. 1421). Nákladem osady, města a okresu Litomyšlského, vytiskl Augusta, Litomyšl 1903.
- NEJEDLÝ, Zdeněk. Litomyšl: Tisíc let života českého města. 1. vyd. Výstavní výbor města Litomyšl, Litomyšl 1934; 2. vyd. Státní nakladatelství politické literatury, Praha 1954, díl 1 a 2.
- NOVOTNÝ, Vojtěch. Litomyšl před třicetiletou válkou a po ní. In: MÍK, František. Od Trstenické stezky: Vlastivědný sborník okresu litomyšlského a poličského. Vlastním nákladem, tiskem Augusty, Litomyšl 1921. Dostupné online
- Litomyšl. In: PEŠINA, Jaroslav a kol. ABC kulturních památek Československa. Panorama, Praha 1985, s. 284–285.
- POCHE, Emanuel a kol. Umělecké památky Čech. Academia, Praha 1977, díl 2, s. 290–300.
- RŮŽIČKA, Jindřich a kol. Litomyšl 981–1981. Sborník statí o dějinách a současnosti českého města k 1000. výročí první zmínky. TEPS místního hospodářství, Praha 1981.
- SKŘIVÁNEK, Milan. Litomyšl 1259–2009: Město kultury a vzdělávání. 1. vyd. Město Litomyšl, Litomyšl 2009. ISBN 978-80-254-5129-8; 2. vyd. Město Litomyšl, Litomyšl 2016. ISBN 978-80-905821-4-9
- SKŘIVÁNEK, Milan. Materiály k dějinám Litomyšle. Zpráva č. 4: Litomyšlský zámek – stavba a nejdůležitější úpravy do konce XVIII. století. Státní okresní archiv Svitavy se sídlem v Litomyšli, Litomyšl 1978.
- STEHLÍK, František. Zámek Litomyšl: Komposiční studie. Nakladatelství československých výtvarných umělců, Praha 1957. Česká architektura, sv. 1.
- ŠAMÁNKOVÁ, Eva. Architektura české renesance. Státní nakladatelství krásné literatury a umění, Praha 1961.
- ŠTULC, Josef. Obnova národní kulturní památky zámku v Litomyšli. In: Památky a příroda. Státní památková péče a ochrana přírody, Praha 1983, roč. 8, čís. 6, s. 334–340, 352.
- VILÍMKOVÁ, Milada – HORYNA, Mojmír. Litomyšl – zámecký pivovar: Stavebně historický průzkum. SÚRPMO Praha, Praha 1980.
- VILÍMKOVÁ, Milada – HORYNA, Mojmír. Zámek Litomyšl: Stavebně historický průzkum. SÚRPMO Praha, Praha 1982, 2 svazky.
- VILÍMKOVÁ, Milada – HORYNA, Mojmír. Litomyšl – zámecká konírna: Stavebně historický průzkum. SÚRPMO Praha, Praha 1984.
- WIRTH, Zdeněk. Inventář zámku litomyšlského z roku 1608. In: Časopis přátel starožitností českých. Společnost přátel starožitností českých v Praze, Praha 1913, roč. 21, s. 123–125.
- WIRTH, Zdeněk. Litomyšl. In: MATĚJKA, Bohumil a kol. Soupis památek historických a uměleckých v politickém okresu litomyšlském. Archaelogická kommisse při České akademii císaře Františka Josefa pro vědy, slovesnost a umění, Praha 1908.
- WIRTH, Zdeněk. Státní zámek v Litomyšli. Orbis, Praha 1949. Státní hrady a zámky, sv. 3.

#### Sgrafita
- LESNIAKOVÁ, Petra a kol. Sgrafita zámku v Litomyšli – příběhy fasád: systematická dokumentace, průzkum a monitoring sgrafitových fasád zámku v Litomyšli. Univerzita Pardubice, Pardubice 2013. Dostupné online
- MATYÁŠOVÁ-LEJSKOVÁ, Milada. Samsonovský cyklus ve sgrafitu litomyšlského zámku. In: Umění. Praha 1963, čís. 11, s. 124–127.
- WAISSER, Pavel – ŘÍHOVÁ, Vladislava. Předlohy pro sgrafita litomyšlského zámku. In: ŘÍHOVÁ, Vladislava a kol. Sgrafito 16.–20. století, výzkum a restaurování. Univerzita Pardubice, Pardubice 2009, s. 199–224. ISBN 978-80-7395-228-0
- WAISSER, Pavel. Restaurátorské zásahy na sgrafitových fasádách litomyšlského zámku. In: Pomezí Čech, Moravy a Slezska. Regionální muzeum v Litomyšli ve spolupráci se Státním oblastním archivem Zámrsk – Státní okresní archiv Svitavy se sídlem v Litomyšli, Litomyšl 2007, sv. 8. ISBN 978-80-254-1097-4
- WAISSER, Pavel a kol. Sgrafita zámku v Litomyšli. Národní památkový ústav, Pardubice 2011. ISBN 978-80-904097-9-8
- WAISSER, Pavel. Sgrafitová výzdoba fasád zámku v Litomyšli. In: Pomezí Čech, Moravy a Slezska. Regionální muzeum v Litomyšli ve spolupráci se Státním oblastním archivem Zámrsk – Státní okresní archiv Svitavy se sídlem v Litomyšli, Litomyšl 2005, sv. 6. ISBN 80-239-6074-1
- WAISSER, Pavel. Symbolika militiachristiana ve figurálním sgrafitu: fasáda zámku v Litomyšli a průčelí tzv. Obecníku ve Velkém Meziříčí. In: ŘÍHOVÁ, Vladislava a kol. Sgrafito 16.–20. století, výzkum a restaurování. Univerzita Pardubice, Pardubice 2009, s. 173–184. ISBN 978-80-7395-228-0

#### Divadlo
- BARTUŠEK, Antonín. Zámecká a školní divadla v českých zemích. Nadace barokního divadla zámku Český Krumlov, Společnost přátel Českého Krumlova, České Budějovice 2010. ISBN 978-80-904545-0-7
- BENEŠ, Jaroslav. Prohlídkový okruh zámeckého divadla v Litomyšli. In: Interscaena: Acta scaenographica. Umělecko-technický divadelní sborník a informační zprávy. Scénografická laboratoř v Praze, Praha 1973, roč. 6, sešit 3, s. 113–116.
- BLÁHA, Jiří. Litomyšlské zámecké divadlo – otázky obnovy a prezentace. Občanské sdružení Milislav, Litomyšl 2002. Dostupné online
- BLÁHA, Jiří. Materiály k dějinám zámeckého divadla v Litomyšli. Občanské sdružení Milislav, Litomyšl 2003. Dostupné online
- BLÁHA, Jiří. Možnosti a perpektivy obnovy, ochrany a využití litomyšlského zámeckého divadla. Občanské sdružení Milislav, Litomyšl 2002. Dostupné online
- BLÁHA, Jiří. Zámecké divadlo v Litomyšli – dokumentace. Občanské sdružení Milislav, Litomyšl 2001. Dostupné online
- BLÁHA, Jiří. Zámecké divadlo v Litomyšli a činnost občanského sdružení Milislav. Občanské sdružení Milislav, Litomyšl 2001. Dostupné online
- BLÁHA, Jiří. Zámecké divadlo v Litomyšli. Ing. Ivan Ulrych – Nakladatelství VEGA-L, Sezemice 2010. ISBN 978-80-87275-37-5
- BLÁHA, Jiří – PROTIVA, Ondřej. Průzkumy zámeckého divadla v Litomyšli. In: Zprávy památkové péče. Národní památkový ústav, Praha 2004, roč. 64, čís. 1.
- HILMERA, Jiří. Divadelní život na litomyšlském zámku za Jiřího Josefa a Antonína z Valdštejna-Vartenberka. In: Časopis Národního muzea. Národní muzeum, Praha 1964, roč. 83, čís. 2, s. 97–105.
- HILMERA, Jiří. Nové poznatky o starém divadle (Materiály k dějinám zámeckého divadla v Litomyšli). In: Divadelní revue. Litomyšl 2004, roč. 15, čís. 3, s. 66–67.
- HILMERA, Jiří. Perspektivní scéna 17. a 18. století v Čechách. Scénografický ústav v Praze, Praha 1965.
- HILMERA, Jiří. Platzer Josef. In: Prolegomena scénografické encyklopedie. Scénografický ústav v Praze, Praha 1971, část 4, s. 61–67.
- HILMERA, Jiří. Zámecké divadlo v Litomyšli. In: Zprávy památkové péče. Praha 1957, roč. 17, čís. 3–4, s. 113–138.
- HILMERA, Jiří. Zámecké divadlo v Litomyšli. Krajské středisko státní památkové péče a ochrany přírody Východočeského kraje, Pardubice 1968.
- JAKUBCOVÁ, Alena a kol. Starší divadlo v českých zemích do konce 18. století: Osobnosti a díla. Academia, Praha 2007. ISBN 978-80-200-1486-3
- KAPUSTA, Jan. Hudba a divadlo na zámku v Litomyšli za Valdštejnů-Vartenberků a zdejší měšťané. In: Litomyšl: duchovní tvář českého města (Sborník historických statí). Litomyšl 1994, s. 149–161.
- LUDVÍK, Dušan. Doplňky k repertoáru zámeckého divadla v Litomyšli. In: Časopis Národního muzea, Oddíl věd společenských. Národní muzeum, Praha 1966, roč. 135, čís. 3, s. 181–182.
- PEŠKOVÁ, Pavla. Zámecká divadla rodu Valdštejnů v Čechách a na Moravě. Janáčkova akademie múzických umění v Brně, Brno 2006. ISBN 80-86928-12-8
- PTÁČKOVÁ, Věra. Scénografie klasicismu a preromantismu (Čechy 1780–1840). In: Dějiny českého výtvarného umění (1780–1890). Academia, Praha 2001, díl 3, sv. 1, s. 171–178.
- RYDVALOVÁ, Lucie. Milenec a sok v jedné osobě na scéně litomyšlského zámeckého divadla. Bakalářská práce FF MU 2008. Dostupné online
- SRBOVÁ, Hana. Sborník z přednášek z konferencí v Českém Krumlově 2004, 2005, 2006. Společnost přátel Českého Krumlova, Český Krumlov 2007.
- SÝKOROVÁ, Marcela. Dokumentace zámeckého divadla v Litomyšli (Překlad direktoria z r. 1833 a Pamětní knihy zámeckého divadla. Technické vybavení.). Bakalářská práce FF MU 2009. Dostupné online
- ŠKORPIL, Emanuel. Litomyšlské divadlo (k 70. výročí založení Jednoty divadelních ochotníků v Litomyšli). Litomyšl 1932.
- TOMÍČEK, Antonín. Zámecké divadlo v Litomyšli r. 1838. In: Od Trstenické stezky, roč. 17, čís. 1. Litomyšl 1937–1938, s. 10–13.
- VALENTA, Jiří. Malované opony divadel českých zemí. Národní informační a poradenské středisko pro kulturu, Praha 2010. ISBN 978-80-7068-238-8

#### Majitelé
- MAREŠOVÁ, Marie. Evžen Savojský píše litomyšlskému pánu Františku Václavovi z Trauttmansdorffu: Edice osmi dopisů z let 1718–1726. In: Prameny k dějinám Pardubického kraje. Univerzita Pardubice, Pardubice 2007, sv. 3, s. 73–90. Dostupné online
- MAREŠOVÁ, Marie. Každodenní život barokního aristokrata Františka Václava z Trauttmansdorffu na počátku 18. století. In:  Celostátní studentská vědecká konference Historie 2004, Brno 6.–7. prosince 2004. Masarykova univerzita, Brno 2005, s. 68–88.
- MAREŠOVÁ, Marie. Účet domácí pokladny Františka Václava z Trauttmansdorffu z let 1701–1702. In: Prameny k dějinám Pardubického kraje. Univerzita Pardubice, Pardubice 2005, sv. 1, s. 85–102.
- RYANTOVÁ, Marie. Polyxena z Lobkovic: Obdivovaná i nenáviděná první dáma království. Vyšehrad, Praha 2016. ISBN 978-80-7429-527-0
- VALENTA, Aleš. Finanční a majetkové záležitosti Františka Václava Trauttmansdorfa v první třetině 18. století. In: Numismatické listy. Národní muzeum, Praha 2006, roč. 61, čís. 1, s. 11–22.
- VALENTA, Aleš. Soukromé účty jako pramen k analýze finančního hospodaření aristokracie v raném novověku. Pokladna Františka Václava Trauttmansdorffa v 1. polovině 18. století. In: Časopis Národního muzea, Řada historická. Národní muzeum, Praha 2007, roč. 176, čís. 1–2, s. 59–88.

#### Informace
- Oficiální stránky
- Zámek na stránkách Zámeckého návrší Litomyšl
- Litomyšl na stránkách Českého dědictví UNESCO
- Zápis zámku jako památky Světového dědictví (anglicky)
- Nominační zpráva na zápis do Světového dědictví (anglicky)
- Zápis zámku jako Národní kulturní památky
- Areál zámku v Památkovém katalogu Národního památkového ústavu
- Mluvící průčelí: novověké sgrafitové a malované fasády jako pramen k poznání kulturní historie na stránkách Fakulty filozofické UPOL
- Zámecké divadlo v Databázi divadelní architektury v Evropě
- Zámecké divadlo na stránkách Občanského sdružení Milislav
- Litomyšl na starých mapách a fotografiích Archivováno 5. 9. 2017 na Wayback Machine. na stránkách Fakulty stavební ČVUT
- Zámek – fotografie a plány na stránkách hrady.dejiny.cz

#### Videa
- UNESCO
  - Litomyšl – krvavý román dokument z cyklu Národní klenoty, Česká televize 2012
  - Litomyšl UNESCO spot
  - Litomyšl v novém seriálu o městech v UNESCO reportáž z natáčení, CMS TV Litomyšl 2011
- Historie
  - Krátký film o dlouhé historii Litomyšle animovaná historie Litomyšle, Klucivespolek a Město Litomyšl 2009
  - Short film about a long history of Litomyšl animovaná historie Litomyšle, Klucivespolek a Město Litomyšl 2009 (anglicky)
- Sgrafita
  - Cesta kolem zámku s Olbramem Zoubkem dokument o sgrafitech zámku, CMS TV Litomyšl 2008
  - Vrtulníky mapují zámecká sgrafita reportáž, CMS TV Litomyšl 2011
  - Na zámku v Litomyšli zahájili opravy unikátních sgrafit reportáž, CMS TV Litomyšl 2014
  - Vzácná sgrafita se už opět musí restaurovat reportáž, CMS TV Litomyšl 2015
- Divadlo
  - Divadlo na zámku Litomyšl reportáž o zámeckém divadle, Evropská cesta historickými divadly 2013
  - Milenec a sok v jedné osobě (Zámecký soubor Milislav, r. 2000) reportáž, CMS TV Litomyšl 2015
- Akce na zámku
  - Nová kastelánka vodí návštěvníky po střechách reportáž, CMS TV Litomyšl 2012
  - Zahájení sezóny 2013: Zahájení sezóny na zámku v Litomyšli reportáž, CMS TV Litomyšl 2013
  - Hradozámecká noc, státní zámek Litomyšl reportáž, CMS TV Litomyšl 2013
  - Zahájení sezóny 2014: Kamión kamélií a kamión řezaných květin k zahájení sezóny reportáž, CMS TV Litomyšl 2014
  - LITOMYŠL: Letošní sezónu na zámku Litomyšl otevírá výstava kamélií (OIK TV) reportáž, Regionální televize 2014
  - Srdce pro Václava Havla je v Litomyšli natrvalo reportáž, CMS TV Litomyšl 2014
  - Zahájení sezóny 2015: Sezóna na zámku začala záplavou květinových aranží reportáž, CMS TV Litomyšl 2015
  - Zahájení sezóny 2016: LITOMYŠL - Zámek při zahájení sezóny zaplaví tisíce květů reportáž, CMS TV Litomyšl 2016
  - Zahájení sezóny 2017: LITOMYŠL - Zahájení sezóny 2017 na zámku reportáž, CMS TV Litomyšl 2017
- Smetanova Litomyšl
  - Ozvěny Smetanovy Litomyšle (JINGLE) reportáž, CMS TV Litomyšl 2010
  - Zastřešení nádvoří zámku pro festival Smetanova Litomyšl reportáž, CMS TV Litomyšl 2010
- Natáčení
  - Fantazie Sirael se pro ČT natáčela na zámku reportáž, CMS TV Litomyšl 2010
  - Film Sirael v předpremiéře na zámku reportáž, CMS TV Litomyšl 2011
  - Pernštejnský rok přivádí na zámek další filmaře reportáž, CMS TV Litomyšl 2012
- Průzkum návrší
  - Archeologové objevili základy hradu i staré hroby reportáž, CMS TV Litomyšl 2011
  - Archeologové se prokopali k důkazům nejstarší historie Litomyšle reportáž, CMS TV Litomyšl 2012
  - Archeologové znovu na Zámeckém návrší reportáž, CMS TV Litomyšl 2012
  - Archeologové na Zámeckém návrší přepisují dějiny reportáž, CMS TV Litomyšl 2012
  - Zámecké návrší v Litomyšli 2010–2015 v deseti minutách spot, CMS TV Litomyšl 2016
- Archivní záběry
  - Slavnost odhalení pomníku českých bratří na Růžovém paloučku a J. A. Komenského v Litomyšli (1921) archivní záběry
  - Litomyšl (1921) záběry z cyklu Hledání ztraceného času
  - Scény z filmu Filosofská historie (1937) záběry z cyklu Hledání ztraceného času
  - Osvobození Litomyšle (1945) záběry z cyklu Hledání ztraceného času
  - Scény z filmu Mladá léta (1952) záběry z cyklu Hledání ztraceného času